# 定远乡 (梓潼县)
定远乡，是中华人民共和国四川省绵阳市梓潼县曾经下辖的一个乡。2019年12月，撤销定远乡，将其所属行政区域划归宝石镇管辖。

## 行政区划
定远乡撤销前下辖以下地区：
班竹村、白岩村、红豆村、银河村、土塔村、前锋村、同心村、爱华村、阁楼村和胜利村。